# Nicola Ripandelli
Nicola Ripandelli (Torino, 24 gennaio 1954) è un judoka italiano.
È allenatore presso la Judo Preneste - G. Castello, storica palestra di Judo in Roma.
Il 15 maggio 2022 è medaglia d'oro allo European Judo Championships Kata 2022 a Rijeka (Croazia), in coppia con Ubaldo Volpi, nella categoria Kodokan goshin jutsu.